# Miles Reid
Miles Reid (* 30. Januar 1948 in Hoddesdon) ist ein britischer Mathematiker, der sich mit algebraischer Geometrie beschäftigt.

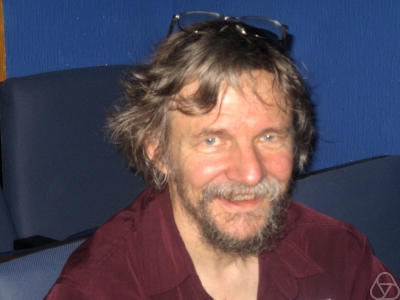
Miles Reid 2006

Reid studierte an der Cambridge University, wo er 1969 seinen Bachelor-Abschluss machte und 1972 bei Pierre Deligne und Peter Swinnerton-Dyer promovierte (The complete intersection of two or more quadrics) und 1973 seinen Master-Abschluss machte. Währenddessen war er Forschungsmathematiker in Cambridge (Christ´s College) bei Peter Swinnerton-Dyer und an der IHES bei Pierre Deligne, bei denen er auch promovierte. Als Post-Doc war er außerdem zwei Jahre in Russland an der Lomonossow-Universität (und später fast ein Jahr in Minsk), ein Jahr an der Universität Tokio (1976/77) und an der Universität Erlangen. 1978 wurde er Lecturer an der University of Warwick, 1989 Reader und 1992 Professor. Er war unter anderem als Gastwissenschaftler an der Universität Kyoto, der Universität Nagoya, in Hongkong, am Max-Planck-Institut für Mathematik in Bonn, am Steklow-Institut und der University of Utah. 2009 bis 2012 ist er auch Professor in Seoul (Sogang University). Er ist Direktor des Warwick Mathematics Research Center.
Reid arbeitete insbesondere über algebraische dreidimensionale Varietäten. 1988 erhielt er den Senior Berwick-Preis der London Mathematical Society für Fano 3-fold hypersurfaces mit Alessio Corti und Alexander Puklihkov, in dem sie ein Ergebnis von Juri Manin und Iskovskikh von 1971 über die Nicht-Rationalität einer glatten dreidimensionalen Quartik verallgemeinern und die Nicht-Rationalität aller dreidimensionalen Fano-Varietäten zeigen. 2004 wurde er Fellow der Royal Society. 2002 war er Invited Speaker auf dem Internationalen Mathematikerkongress in Peking (Update on 3-fold). 2014 erhielt er den Pólya-Preis der London Mathematical Society für Arbeiten über höherdimensionale algebraische Varietäten, speziell kanonische Singularitäten, MacKay-Korrespondenz, detaillierte Untersuchung 3-dimensionaler Flips, die Struktur von Gorenstein-Ringen und für Übersichtsartikel. 2023 wurde er mit der Sylvester-Medaille der Royal Society ausgezeichnet, 2024 zum Mitglied der Academia Europaea gewählt.
Er übersetzte auch Lehrbücher aus dem Russischen (unter anderem Basic algebraic geometry von Igor Schafarewitsch) und Japanischen.

## Schriften
- Undergraduate algebraic geometry, Cambridge University Press 1988
- Undergraduate commutative algebra, Cambridge University Press 1995
- mit Balazs Szendroi: Geometry and topology, Cambridge University Press 2007
- Update on 3-folds, ICM 2002